# Australien i olympiska vinterspelen 1976
Australien deltog med åtta deltagare vid de olympiska vinterspelen 1976 i Innsbruck. Ingen av landets deltagare erövrade någon medalj.